# Dell Vostro
Dell Vostro é uma linha de notebooks e desktops fabricado pela empresa estadunidense Dell.